# Regierung Löfven I

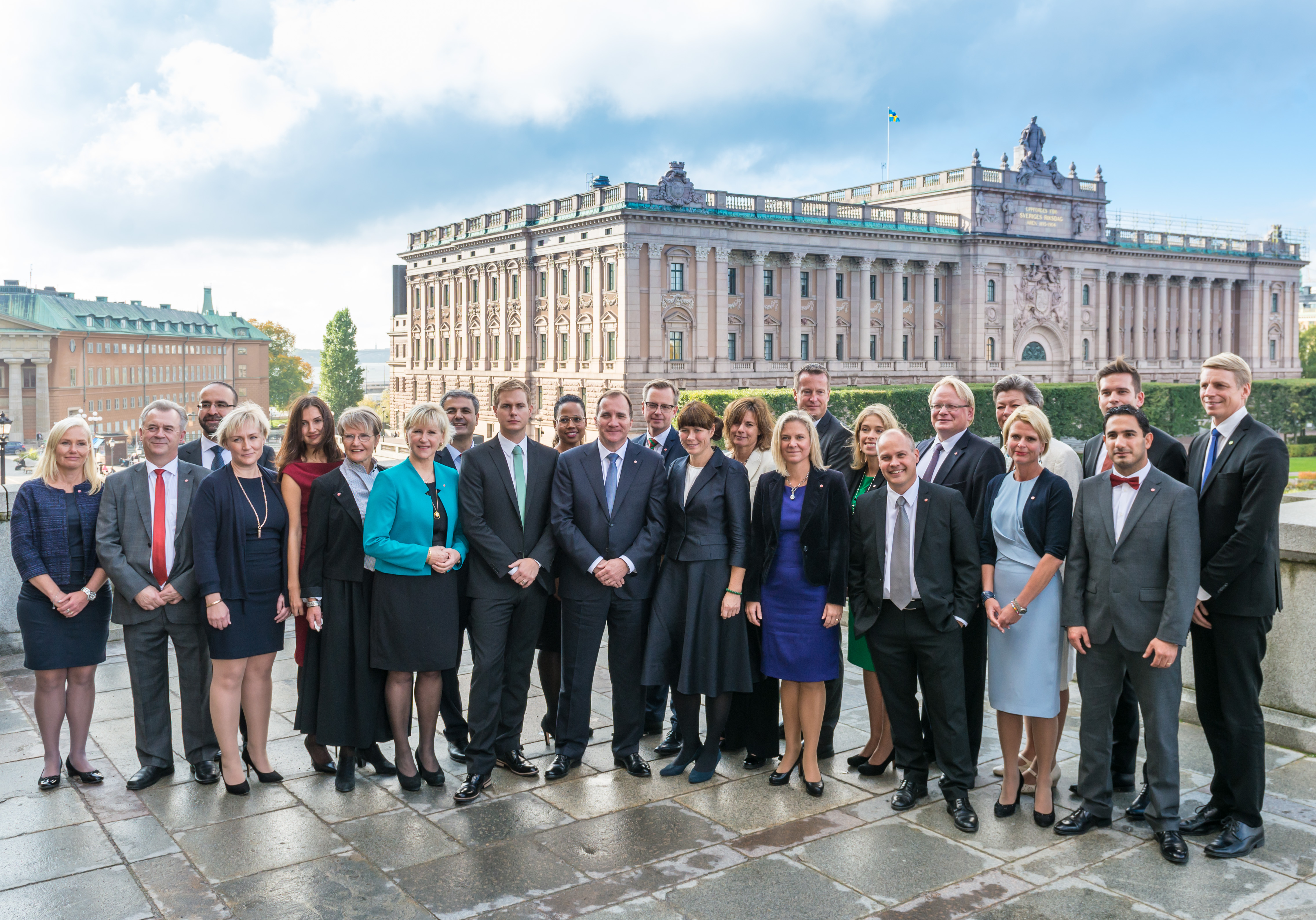
Stefan Löfven (elfter von links) und sein Kabinett am 3. Oktober 2014 im Anschluss an die Sitzung des Staatsrats. Im Hintergrund der Reichstag.

Die Regierung Löfven I war vom 3. Oktober 2014 bis 25. September 2018 die Regierung des Königreichs Schweden. Danach arbeitete sie als kommissarische Übergangsregierung bis zum 21. Januar 2019 weiter. Sie bestand aus Sozialdemokraten (S) und Grünen (MP). 

## Aufstellung der Minderheitsregierung
Bei der Reichstagswahl am 14. September 2014 hatten die linken Parteien mehr Sitze im Reichstag errungen als die vier bürgerlichen Parteien der Regierung Reinfeldt.
Da die angestiegenen rechtspopulistischen Sverigedemokraterna von den anderen Parteien nicht als bündnisfähig angesehen werden und durch deren gutes Ergebnis keines der drei politischen Lager (Linke, Bürgerliche, Rechtspopulisten) über eine Mehrheit verfügte, handelte es sich einerseits bei der Zweier-Regierung aus einer Teilmenge des linken Lagers zahlenmäßig um eine der schwächsten Minderheitsregierungen Schwedens und weit wichtiger um eine Minderheitsregierung, die auch durch Tolerierung innerhalb ihres Lagers keine Mehrheit erreichen konnte und daher unter ungewöhnlich schwierigen Bedingungen regieren und sich um eine parlamentarische Zusammenarbeit sowohl mit der Linkspartei als auch mit der bürgerlichen Opposition bemühen musste.
Die Sozialdemokraten bildeten dabei, nachdem sie Jahrzehnte lang als dominierende Partei der politischen Landschaft Schwedens die Stärke für eine eigene Regierung gehabt hatten (zuletzt 2002), zum ersten Mal eine Koalition mit den Grünen; das letzte Mal hatten sie von 1951 bis 1957 einen Koalitionspartner an der Regierung beteiligt. Neben dem Ministerpräsidenten wurden 7 Ministerien von einem Sozialdemokraten und 3 von einem Grünen geleitet, insgesamt gehörten dem Kabinett zu Regierungsbeginn 18 sozialdemokratische und 6 grüne Minister an. Von 24 Posten wurden 12 weiblich besetzt, vier Kabinettsmitglieder wurden außerhalb der Landesgrenzen geboren; die jüngste Ministerin war bei Amtsantritt 27 Jahre alt, das älteste Mitglied 68. Die Grünen-Parteisprecherin Åsa Romson (bzw. Isabella Lövin ab 2016) erhielt zwar den Titel Vize-Ministerpräsidentin, wurde von Ministerpräsident Stefan Löfven jedoch nicht formell zu seiner Stellvertreterin benannt. Sollte er an der Wahrnehmung der Amtsgeschäfte verhindert gewesen sein, sah das Grundgesetz (Regeringsformen) deshalb vor, im Bedarfsfall das dienstälteste Regierungsmitglied das Kabinett leiten zu lassen, was während der gesamten Regierungszeit die Sozialdemokratin Margot Wallström war.

## Ab Dezember 2014
Nachdem der Haushaltsentwurf der Regierung am 3. Dezember 2014 gescheitert war, kündigte Löfven zunächst an, Neuwahlen für den 22. März 2015 ansetzen zu wollen. Am 27. Dezember verständigten sich kurz vor dem Stichtag zur Ansetzung der Neuwahl Regierungs- und bürgerliches Lager jedoch darauf, bestimmte parlamentarische Abläufe abzuändern, damit auch einer Minderheitsregierung stabiles Regieren möglich ist. Auf eine erneute Wahl wurde daher verzichtet. Der Burgfrieden wurde vom bürgerlichen Lager am 9. Oktober 2015 wieder aufgekündigt, ohne jedoch den unmittelbaren Sturz der Regierung betreiben zu wollen.

## Übergangsregierung ab September 2018
Nach der Reichstagswahl am 9. September 2018 wurde Stefan Löfven am 25. September 2018 durch den Reichstag das Vertrauen entzogen, woraufhin er eine Übergangsregierung leitete. Nachdem mehrere Bewerber für das Amt des Ministerpräsidenten gescheitert waren, konnte er schließlich durch das „Januarabkommen“ am 18. Januar 2019 erneut gewählt werden und bildete das Kabinett Löfven II.

## Kabinettsliste
| Amt | Minister      | Minister                                 | Amtsantritt        | Ende der Amtszeit  | Partei             |
| Staatskanzlei | Staatskanzlei | Staatskanzlei                            | Staatskanzlei      | Staatskanzlei      | Staatskanzlei      |
| --- | ------------- | ---------------------------------------- | ------------------ | ------------------ | ------------------ |
| Ministerpräsident |               | Stefan Löfven                            | 3. Oktober 2014    | 21. Januar 2019    | Socialdemokraterna |
| Vize-Ministerpräsidentin (inoffizieller, umgangssprachlicher Titel)                                                                              |               | Åsa Romson                               | 3. Oktober 2014    | 25. Mai 2016       | Miljöpartiet       |
| Vize-Ministerpräsidentin (inoffizieller, umgangssprachlicher Titel)                                                                              |               | Isabella Lövin                           | 25. Mai 2016       | 21. Januar 2019    | Miljöpartiet       |
| Ministerin für strategische Entwicklung, Zukunftsfragen und Nordische Zusammenarbeit (2016 wieder aufgelöst und auf andere Ministerien verteilt) |               | Kristina Persson                         | 3. Oktober 2014    | 25. Mai 2016       | Socialdemokraterna |
| Minister für Regierungskoordinierung und Energie                                                                                                 |               | Ibrahim Baylan                           | 25. Mai 2016       | 21. Januar 2019    | Socialdemokraterna |
| Justizministerium |               |                                          |                    |                    |                    |
| Minister für Justiz, Migration und Asylpolitik                                                                                                   |               | Morgan Johansson                         | 3. Oktober 2014    | 27. Juli 2017      | Socialdemokraterna |
| Minister für Justiz und Inneres |               | Morgan Johansson                         | 27. Juli 2017      | 21. Januar 2019    | Socialdemokraterna |
| Innenminister |               | Anders Ygeman                            | 3. Oktober 2014    | 27. Juli 2017      | Socialdemokraterna |
| Ministerin für Migration und Asylpolitik stellvertretende Justizministerin                                                                       |               | Heléne Fritzon                           | 27. Juli 2017      | 21. Januar 2019    | Socialdemokraterna |
| Außenministerium |               |                                          |                    |                    |                    |
| Außenministerin stellvertretende Ministerpräsidentin (protokollarisch nach Dienstalter)                                                          |               | Margot Wallström                         | 3. Oktober 2014    | 21. Januar 2019    | Socialdemokraterna |
| Ministerin für Internationale Entwicklungszusammenarbeit                                                                                         |               | Isabella Lövin                           | 3. Oktober 2014    | 25. Mai 2016       | Miljöpartiet       |
| Ministerin für Internationale Entwicklungszusammenarbeit und Klima                                                                               |               | Isabella Lövin                           | 25. Mai 2016       | 21. Januar 2019    | Miljöpartiet       |
| Ministerin für EU-Angelegenheiten und Handel |               | Ann Linde                                | 25. Mai 2016       | 21. Januar 2019    | Socialdemokraterna |
| Verteidigungsministerium |               |                                          |                    |                    |                    |
| Minister für Verteidigung |               | Peter Hultqvist                          | 3. Oktober 2014    | 21. Januar 2019    | Socialdemokraterna |
| Sozialministerium |               |                                          |                    |                    |                    |
| Ministerin für die Sozialversicherung |               | Annika Strandhäll                        | 3. Oktober 2014    | 27. Juli 2017      | Socialdemokraterna |
| Ministerin für Soziales |               | Annika Strandhäll                        | 27. Juli 2017      | 21. Januar 2019    | Socialdemokraterna |
| Minister für Gesundheit, Pflege und Sport |               | Gabriel Wikström                         | 3. Oktober 2014    | 27. Juli 2017      | Socialdemokraterna |
| Ministerin für Kinder, Senioren und Gleichstellung                                                                                               |               | Åsa Regnér                               | 3. Oktober 2014    | 7. März 2018       | Socialdemokraterna |
| Ministerin für Kinder, Senioren und Gleichstellung                                                                                               |               | Lena Hallengren                          | 8. März 2018       | 21. Januar 2019    | Socialdemokraterna |
| Finanzministerium |               |                                          |                    |                    |                    |
| Ministerin für Finanzen |               | Magdalena Andersson                      | 3. Oktober 2014    | 21. Januar 2019    | Socialdemokraterna |
| Minister für Finanzmarkt und Verbraucherschutz stellvertretender Finanzminister                                                                  |               | Per Bolund                               | 3. Oktober 2014    | 21. Januar 2019    | Miljöpartiet       |
| Minister für öffentliche Verwaltung (Kommunen und Regionen)                                                                                      |               | Ardalan Shekarabi                        | 3. Oktober 2014    | 21. Januar 2019    | Socialdemokraterna |
| Bildungsministerium |               |                                          |                    |                    |                    |
| Minister für Bildung |               | Gustav Fridolin                          | 3. Oktober 2014    | 21. Januar 2019    | Miljöpartiet       |
| Ministerin für gymnasiale Bildung und Weiterbildung                                                                                              |               | Aida Hadžialić                           | 3. Oktober 2014    | 15. August 2016    | Socialdemokraterna |
| Ministerin für gymnasiale Bildung und Weiterbildung                                                                                              |               | Helene Hellmark Knutsson (kommissarisch) | 15. August 2016    | 13. September 2016 | Socialdemokraterna |
| Ministerin für gymnasiale Bildung und Weiterbildung                                                                                              |               | Anna Ekström                             | 13. September 2016 | 21. Januar 2019    | Socialdemokraterna |
| Ministerin für höhere Bildung und Forschung |               | Helene Hellmark Knutsson                 | 3. Oktober 2014    | 21. Januar 2019    | Socialdemokraterna |
| Umwelt- und Energieministerium |               |                                          |                    |                    |                    |
| Ministerin für Klima und Umwelt |               | Åsa Romson                               | 3. Oktober 2014    | 25. Mai 2016       | Miljöpartiet       |
| Ministerin für Umwelt |               | Karolina Skog                            | 25. Mai 2016       | 21. Januar 2019    | Miljöpartiet       |
| Minister für Energie |               | Ibrahim Baylan                           | 3. Oktober 2014    | 21. Januar 2019    | Socialdemokraterna |
| Wirtschaftsministerium |               |                                          |                    |                    |                    |
| Minister für Wirtschaft und Innovation |               | Mikael Damberg                           | 3. Oktober 2014    | 21. Januar 2019    | Socialdemokraterna |
| Minister für Wohnen, Stadtentwicklung und Digitalisierung                                                                                        |               | Mehmet Kaplan                            | 3. Oktober 2014    | 18. April 2016     | Miljöpartiet       |
| Minister für Wohnen, Stadtentwicklung und Digitalisierung                                                                                        |               | Per Bolund (kommissarisch)               | 18. April 2016     | 25. Mai 2016       | Miljöpartiet       |
| Minister für Wohnen und Digitalisierung |               | Peter Eriksson                           | 25. Mai 2016       | 21. Januar 2019    | Miljöpartiet       |
| Minister/in für Infrastruktur |               | Anna Johansson                           | 3. Oktober 2014    | 27. Juli 2017      | Socialdemokraterna |
| Minister/in für Infrastruktur |               | Tomas Eneroth                            | 27. Juli 2017      | 21. Januar 2019    | Socialdemokraterna |
| Minister für den ländlichen Raum |               | Sven-Erik Bucht                          | 3. Oktober 2014    | 21. Januar 2019    | Socialdemokraterna |
| Kulturministerium |               |                                          |                    |                    |                    |
| Ministerin für Kultur |               | Alice Bah Kuhnke                         | 3. Oktober 2014    | 21. Januar 2019    | Miljöpartiet       |
| Arbeitsministerium |               |                                          |                    |                    |                    |
| Ministerin für Arbeitsmarktfragen |               | Ylva Johansson                           | 3. Oktober 2014    | 25. Mai 2016       | Socialdemokraterna |
| Ministerin für Arbeitsmarktfragen und Eingliederung (von Flüchtlingen)                                                                           |               | Ylva Johansson                           | 25. Mai 2016       | 21. Januar 2019    | Socialdemokraterna |